# 54 př. n. l.

## Narození
- okolo Albius Tibullus, římský básník († 19 nebo 18 př. n. l.)
- Seneca starší, římský řečník, právník a spisovatel († 39 n. l.)

## Hlavy států
- Parthská říše – Oródés II. (58/57 – 38 př. n. l.)
- Egypt – Ptolemaios XII. Neos Dionýsos (80 – 51 př. n. l.)
- Čína – Suan-ti (dynastie Západní Chan)